# Börries von Münchhausen (Staatsbeamter)
Börries von Münchhausen (* 1587; † 9. Juli 1646 in Aerzen) war ein deutscher Adeliger und Staatsbeamter.

## Leben

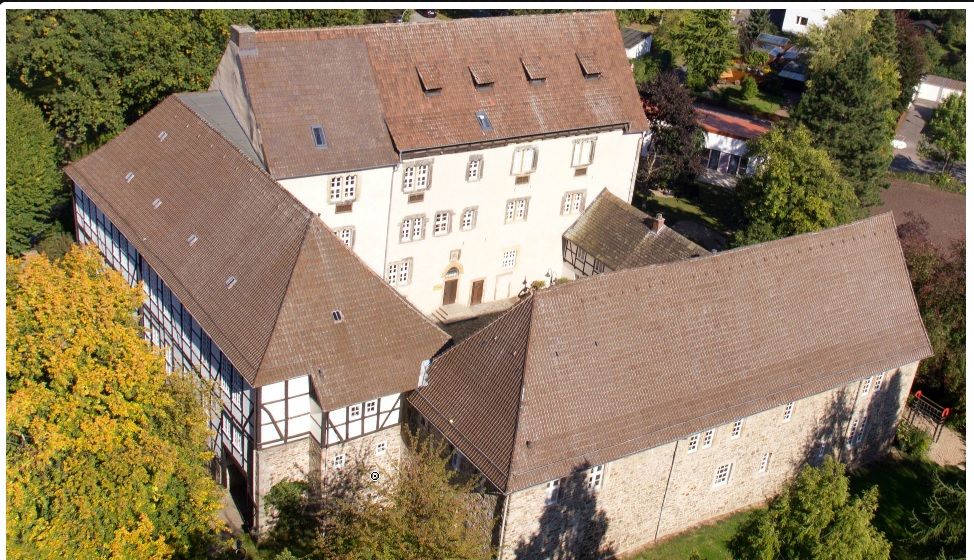
Burg Aerzen, Pfandbesitz der Münchhausen von 1508 bis Ende des 17. Jahrhunderts

Börries von Münchhausen, ein Enkel des Söldnerführers Hilmar von Münchhausen und Sohn von Hilmar dem Jüngeren von Münchhausen aus dem 1183 erstmals urkundlich erwähnten Adelsgeschlecht, besuchte die Schule des früheren Klosters Möllenbeck bei Rinteln und anschließend die Schule in Hannover. Ab 1603 studierte er gemeinsam mit seinem älteren Bruder Heinrich Hilmar von Münchhausen Theologie und Jura an der Universität Wittenberg, 1607 in Gießen, 1608 in Straßburg und Basel. 1609 bis 1611 bereiste er Frankreich, 1613 bis 1615 Italien. Nach der Rückkehr in die Heimat übernahm er nach dem Tod seines Vaters 1617 die Pfandschaft über das Amt Aerzen. 1622 wurde er als Oberhauptmann in das Ministerium des Ernst von Steinberg nach Wolfenbüttel berufen. 1625 wurde er Geheimer Kammerrat.
Während des Dreißigjährigen Kriegs kehrte Münchhausen 1626 auf seinen Familienbesitz, den Burgmannshof in Rinteln, zurück, der 1527 vom Söldnerführer Hilmar von Münchhausen als schaumburgisches Lehen erworben worden war. 1629 übernahm er auf Grund einer Erbteilung unter seinen Brüdern das Amt und die Burg in Aerzen, die ein Pfandbesitz waren, den die Münchhausen 1508 von den Landesherren (damals dem Hochstift Hildesheim) erhalten hatten. Nach dem Tod des Bruders Heinrich Hilmar wurde er auch Herr von Schloss Schwöbber, einem privaten Sitz der Familie. Aufgrund des Restitutionsedikts von 1629 wurde er durch den Bischof von Hildesheim (als neuer Landesherr) aus Aerzen vertrieben, weigerte sich aber, auf die wohlerworbenen Ansprüche seiner Familie zu verzichten. Das Amt Aerzen erhielt er nach der Aufhebung des Restitutionsedikts durch den Schwedenkönig Gustav Adolf zurück. Börries von Münchhausen starb 1646 in Aerzen und wurde in der dortigen Familiengruft beigesetzt.

## Familie
Börries von Münchhausen heiratete 1622 Anna Dorothea von Kerssenbrock zu Barntrup.